# Gội đầu

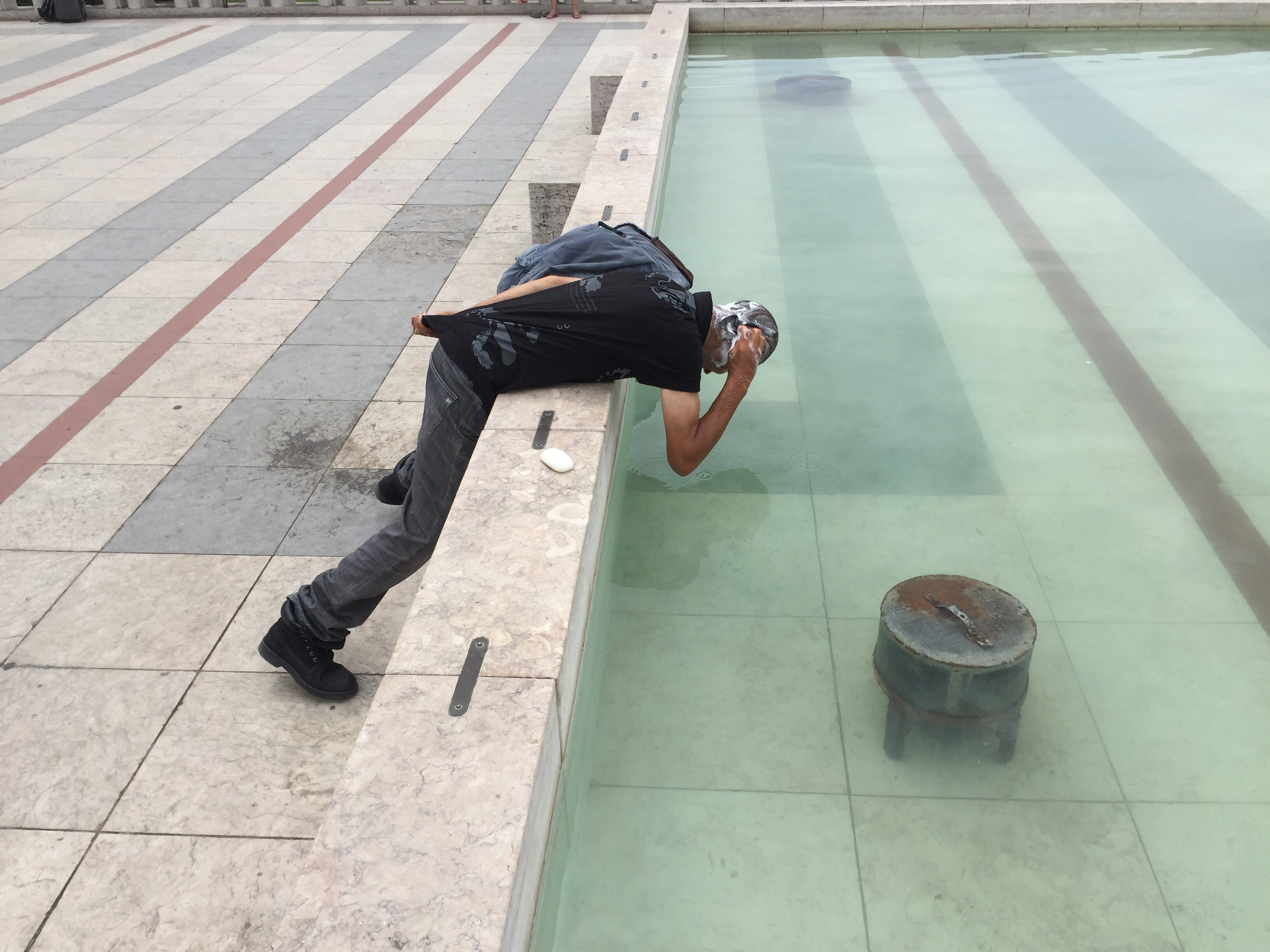
Gội đầu ở bể nước công cộng

Gội đầu là việc vệ sinh tóc cho sạch bằng cách rửa nó với nước và dầu gội đầu, dầu xả hoặc các chất tẩy khác. Mục đích của việc gội đầu là để làm sạch tóc và da. Da đầu lâu ngày không rửa sẽ trở nên bết dính do mồ hôi, bã nhờn bài tiết ra.
Tần suất gội đầu tùy thuộc vào dạng tóc, da đầu của mỗi người. Tóc thô xoăn nên gội 1 lần, tóc thẳng mượt gội 2-3 lần/tuần, tóc dễ hư tổn nên hạn chế gội hơn. Việc gội đầu quá nhiều dễ làm mất đi lượng dầu tự nhiên trong tóc. Mặc khác, vệ sinh tóc với nhiều dầu gội đầu cũng có thể làm mất đi độ bóng của tóc. Gội đầu quá thường xuyên có thể làm tóc khô. Khoa học khuyến cáo nên tránh gội đầu hằng ngày để giúp tóc khỏe và đẹp.

## Sức khỏe
Các chuyên gia khuyến cáo không nên tắm gội sau 23 giờ đêm, dù là với nước nóng. Lý do là ban đêm nhiệt độ thường thấp hơn ban ngày, việc tắm gội cùng lúc có thể dẫn đến cảm lạnh. Khi gội đầu vào ban đêm, tóc bị ướt và bay hơi, thoát ra một nhiệt lượng lớn khiến đầu bị lạnh, đồng thời làm các mạch máu não co lại đột ngột, giảm tuần hoàn não, xuất hiện hiện tượng thiếu máu não. Người có sức đề kháng kém có thể bị đột quỵ, bất tỉnh, hôn mê, thậm chí dẫn đến tử vong nếu không được sơ cứu kịp thời.